# Ervino Loik
Ervino Loik (Fiume, 15 marzo 1915 – Torino, 22 novembre 1993) è stato un calciatore italiano, di ruolo difensore.

## Biografia
Ervino Loik era nato in una famiglia proletaria. Il padre Roberto era operaio nell'industria bellica, dove si occupava di assemblare siluri al Silurificio Whitehead di Fiume. Loik aveva due fratelli: Egeo, morto sul finire della Seconda Guerra Mondiale mentre era in servizio con la Guardia Nazionale Repubblicana, e il più famoso fratello minore Ezio, celebre giocatore del Grande Torino, insieme al quale aveva giocato nella Fiumana.

## Carriera
Disputò sei stagioni nella Fiumana, fra cui la 1941-42 in Serie B, in cui giocò tutte le 34 partite; nel dopoguerra giocò a Pordenone.

## Palmarès

### Club

#### Competizioni nazionali
- Serie C: 1

Fiumana: 1940-1941